# Qualificazioni al Campionato europeo maschile di pallacanestro 2011

Nazioni qualificate per l'Eurobasket 2011.

Il Campionato Europeo di Pallacanestro 2011 in Lituania prevede la partecipazione di 24 squadre (originariamente 16).

## Squadre qualificate
Nazione ospitante:
- Lituania

Qualificate attraverso la partecipazione al Campionato mondiale maschile di pallacanestro 2010:
- Spagna
- Serbia
- Grecia
- Slovenia
- Francia
- Croazia
- Germania
- Russia
- Turchia

Qualificate attraverso la prima fase di qualificazioni:
- Montenegro
- Gran Bretagna
- Belgio
- Macedonia
- Israele

Qualificate per allargamento da 16 a 24 squadre:
- Italia
- Bosnia ed Erzegovina
- Bulgaria
- Georgia
- Lettonia
- Polonia
- Ucraina

## Qualificazioni
La prima fase di qualificazione si è tenuta dal 2 al 29 agosto 2010. Il sorteggio per il turno di qualificazione si è tenuto il 16 gennaio 2010 a Monaco di Baviera, in Germania. Le partecipanti sono state divise in tre gruppi di cinque squadre.
Secondo quanto inizialmente stabilito, le sei squadre qualificate all'EuroBasket 2011 sarebbero state la prima classificata di ogni girone, le due migliori seconde e la vincente di uno spareggio.
La FIBA Europe, su proposta della Federazione cestistica della Lituania, ha successivamente deciso per l'allargamento del numero di squadre partecipanti alla fase finale, ammettendo pertanto 24 squadre alla fase finale; per questa ragione sono così qualificate le prime 4 squadre di ciascun girone. Le tre squadre classificate all'ultimo posto del girone hanno disputato l'Additional Qualifying Round nell'agosto 2011.
| Gruppo A                                     | Gruppo B                                                      | Gruppo C                                   |
| -------------------------------------------- | ------------------------------------------------------------- | ------------------------------------------ |
| Italia Lettonia Israele Finlandia Montenegro | Bosnia ed Erzegovina Ungheria Macedonia Ucraina Gran Bretagna | Belgio Polonia Portogallo Georgia Bulgaria |

### Gruppo A
|  | Qualificata alla fase finale |
|  | Al turno supplementare       |

| Team       | Pt | V - P | PF - PS   | +/- |
| ---------- | -- | ----- | --------- | --- |
| Montenegro | 14 | 6 - 2 | 645 - 561 | +84 |
| Israele    | 13 | 5 - 3 | 671 - 603 | +68 |
| Italia     | 13 | 5 - 3 | 630 - 615 | +15 |
| Lettonia   | 11 | 3 - 5 | 636 - 722 | -86 |
| Finlandia  | 9  | 1 - 7 | 599 - 680 | -81 |

#### Risultati
| Arbitri: | Ilija Belošević Juan Arteaga David Chambon |

|                        |          |               |
| Belinelli, Bargnani 20 | Punti    | 16 Halperin   |
| Datome, Belinelli 2    | Assist   | 5 Burstein    |
| Bargnani 8             | Rimbalzi | 7 Bluthenthal |

| Arbitri: | Ivo Dolinek Aleksandar Milojevik Miguel Pérez Pérez |

|            |          |               |
| Peković 26 | Punti    | 13 Strēlnieks |
| Jeretin 7  | Assist   | 4 Strēlnieks  |
| Borisov 6  | Rimbalzi | 6 Strēlnieks  |

| Arbitri: | Romualdas Brazauskas Marek Ćmikiewicz Oliver Krause |

|              |          |              |
| Kuksiks 12   | Punti    | 18 Bargnani  |
| Strēlnieks 5 | Assist   | 4 Maestranzi |
| Freimanis 8  | Rimbalzi | 8 Bargnani   |

| Arbitri: | José Martín Lahdo Sharro Tomas Jasevičius |

|                          |          |           |
| Rannikko 20              | Punti    | 12 Dašić  |
| Rannikko, Huff, Iisalo 1 | Assist   | 6 Cook    |
| Huff 9                   | Rimbalzi | 6 Borisov |

| Arbitri: | Virginijus Dovidavicius Dragan Neskovic Spyridon Gontas |

|            |          |              |
| Casspi 21  | Punti    | 24 Kuksiks   |
| Burstein 6 | Assist   | 6 Strēlnieks |
| Casspi 8   | Rimbalzi | 7 Bērziņš    |

| Arbitri: | Srđan Dožai Andrej Jeršan Antonio Conde |

|             |          |                     |
| Bargnani 24 | Punti    | 27 Rannikko         |
| Belinelli 5 | Assist   | 1 quattro giocatori |
| Bargnani 5  | Rimbalzi | 9 Muurinen          |

| Arbitri: | Vicente Bultó Spyridon Gontas Emin Mogulkoc |

|                 |          |              |
| Peković 28      | Punti    | 17 Bargnani  |
| Jeretin, Cook 4 | Assist   | 3 Belinelli  |
| Borisov 9       | Rimbalzi | 5 Carraretto |

| Arbitri: | Romualdas Brazauskas Tomasz Kudlicki Aare Halliko |

|                   |          |                 |
| Virtanen, Huff 13 | Punti    | 18 Halperin     |
| Lee, Virtanen 2   | Assist   | 3 Burstein      |
| Kotti 10          | Rimbalzi | 5 tre giocatori |

| Arbitri: | Milan Brziak Christos Christodoulou Marius Ciulin |

|                        |          |              |
| Casspi 30              | Punti    | 20 Peković   |
| Halperin 5             | Assist   | 8 Cook       |
| Bluthenthal, Eliyahu 5 | Rimbalzi | 8 Dragičević |

| Arbitri: | Milan Fedor Dmitriev Eddie Viator Zdenko Zubak |

|              |          |            |
| Bankevics 26 | Punti    | 13 Kotti   |
| Strēlnieks 5 | Assist   | 3 Virtanen |
| Bankevics 8  | Rimbalzi | 9 Kotti    |

| Arbitri: | Engin Kennerman Daniel Hierrezuelo Saša Maričić |

|            |          |             |
| Casspi 20  | Punti    | 26 Bargnani |
| Halperin 5 | Assist   | 6 Belinelli |
| Casspi 10  | Rimbalzi | 8 Belinelli |

| Arbitri: | Fernando Rocha Marcin Kowalski Jurgis Laurinavicius |

|              |          |               |
| Kuksiks 22   | Punti    | 24 Dragičević |
| Strēlnieks 5 | Assist   | 6 Cook        |
| Strēlnieks 9 | Rimbalzi | 6 Peković     |

| Arbitri: | Ademir Zurapović Anastasios Piloidis Matej Spendl |

|               |          |                   |
| Peković 24    | Punti    | 15 Salin          |
| Cook 11       | Assist   | 4 Rannikko        |
| Dragičević 12 | Rimbalzi | 4 Muurinen, Kotti |

| Arbitri: | Boris Schmidt Saša Pukl Francisco Araña |

|              |          |                       |
| Bargnani 30  | Punti    | 14 Bankevics, Bērziņš |
| Mancinelli 5 | Assist   | 6 Strēlnieks          |
| Bargnani 13  | Rimbalzi | 7 Kuksiks             |

| Arbitri: | Ivo Dolinek Jakub Zamojski Mindaugas Vecerskis |

|              |          |                 |
| Šeļakovs 14  | Punti    | 14 Pnini        |
| Strēlnieks 4 | Assist   | 4 Green         |
| Freimanis 7  | Rimbalzi | 6 tre giocatori |

| Arbitri: | Borys Ryzhyk Oscar Lefwerth Marcin Kowalski |

|             |          |                       |
| Rannikko 22 | Punti    | 24 Bargnani           |
| Rannikko 6  | Assist   | 2 tre giocatori       |
| Kotti 9     | Rimbalzi | 7 Belinelli, Bargnani |

| Arbitri: | Nicolas Maestre Miguel Pérez Pérez Damir Javor |

|              |          |                  |
| Bargnani 34  | Punti    | 18 Cook, Peković |
| Maestranzi 3 | Assist   | 5 Cook           |
| Ress 7       | Rimbalzi | 8 Borisov        |

| Arbitri: | Mehmet Keseratar Milan Mazic Alfred Jovovic |

|            |          |         |
| Eliyahu 18 | Punti    | 16 Huff |
| Halperin 5 | Assist   | 3 Kotti |
| Eliyahu 13 | Rimbalzi | 8 Huff  |

| Arbitri: | Marek Ćmikiewicz Tomas Jasevičius Sergiy Chaykovskyy |

|            |          |              |
| Lee 24     | Punti    | 15 Bērziņš   |
| Muurinen 2 | Assist   | 4 Strēlnieks |
| Kotti 9    | Rimbalzi | 6 Kalve      |

| Arbitri: | Sreten Radović Antonio Conde Sérgio Silva |

|                 |          |                    |
| Dragičević 20   | Punti    | 18 Casspi, Eliyahu |
| Jeretin, Cook 3 | Assist   | 4 Naimy            |
| Dragičević 8    | Rimbalzi | 8 Eliyahu          |

### Gruppo B
|  | Qualificata alla fase finale |
|  | Al turno supplementare       |

| Team                 | Pt | V - P | PF - PS   | +/- |
| -------------------- | -- | ----- | --------- | --- |
| Gran Bretagna        | 14 | 6 - 2 | 651 - 633 | +18 |
| Macedonia            | 13 | 5 - 3 | 614 - 541 | +73 |
| Ucraina              | 11 | 3 - 5 | 582 - 607 | -25 |
| Bosnia ed Erzegovina | 11 | 3 - 5 | 62 - 620  | -18 |
| Ungheria             | 11 | 3 - 5 | 567 - 615 | -48 |

| Arbitri: | Grzegorz Ziemblicki Marius Ciulin Carmelo Lo Guzzo |

|                 |          |                  |
| Hanga 20        | Punti    | 32 Deng          |
| tre giocatori 3 | Assist   | 4 Boyd, Sullivan |
| Hanga 10        | Rimbalzi | 18 Mensah-Bonsu  |

| Arbitri: | Jakub Zamojski Zoran Sutulović Sergey Mikhaylov |

|            |          |          |
| Lukašov 12 | Punti    | 26 Antić |
| Gliebov 4  | Assist   | 7 Green  |
| Hladyr 10  | Rimbalzi | 6 Antić  |

| Arbitri: | Andrej Lovšin Dubravko Muhvić Guerrino Cerebuch |

|                        |          |            |
| Bajramović 18          | Punti    | 23 Pečerov |
| Nešović, Kojadinović 4 | Assist   | 3 Hladyr   |
| Bavčić 8               | Rimbalzi | 10 Pečerov |

| Arbitri: | Jaroslav Janac Christos Christodoulou Saša Maričić |

|               |          |                 |
| Gečevski 17   | Punti    | 13 Hanga        |
| Green 6       | Assist   | Hanga 6         |
| Stojanovski 6 | Rimbalzi | 6 Hanga, Keller |

| Arbitri: | Juan Carlos García González Joseph Bissang Joakim Forsberg |

|                 |          |             |
| Mensah-Bonsu 27 | Punti    | 30 McCalebb |
| Deng 9          | Assist   | 4 McCalebb  |
| Deng 11         | Rimbalzi | 6 Gečevski  |

| Arbitri: | Ivo Dolinek Milan Brziak Tomas Trawicki |

|          |          |               |
| Hanga 18 | Punti    | 32 Gordić     |
| Hanga 5  | Assist   | 3 Kojadinović |
| Szabò 10 | Rimbalzi | 12 Bavčić     |

| Arbitri: | Borislav Peltekov Rafael Ganiev Oļegs Latiševs |

|           |          |           |
| Liščuk 27 | Punti    | 22 Hanga  |
| Gliebov 8 | Assist   | 4 Horváth |
| Liščuk 10 | Rimbalzi | 8 Lóránt  |

| Arbitri: | Fabio Facchini Alfred Jovović Igor Dragojević |

|                     |          |                 |
| Varda 20            | Punti    | 23 Clark        |
| Kojadinović 8       | Assist   | 3 Reinking      |
| Varda, Bajramović 6 | Rimbalzi | 12 Mensah-Bonsu |

| Arbitri: | Oscar Lefwerth Tomas Jasevičius Francisco Araña |

|         |          |                     |
| Deng 28 | Punti    | 18 Pustozvonov      |
| Deng 4  | Assist   | 4 Lukašov, Ahafonov |
| Clark 9 | Rimbalzi | 9 Pečerov           |

| Arbitri: | Milivoje Jovcić Nikola Lepetić Charalampos Karakatsounis |

|                      |          |                 |
| McCalebb 19          | Punti    | 13 Domercant    |
| Stojanovski, Antić 3 | Assist   | 5 Kojadinović   |
| Samardžiski 10       | Rimbalzi | 6 tre giocatori |

| Arbitri: | José Martín Dariusz Szczerba Oliver Krause |

|                 |          |           |
| Reinking 17     | Punti    | 17 Lóránt |
| Deng 4          | Assist   | 3 Fodor   |
| Mensah-Bonsu 17 | Rimbalzi | 11 Lóránt |

| Arbitri: | Konstantinos Mouzakis Dragan Nesković Emin Mogulkoc |

|             |          |                       |
| McCalebb 18 | Punti    | 11 Liščuk             |
| McCalebb 4  | Assist   | 3 Zabirčenko, Gliebov |
| Gečevski 7  | Rimbalzi | 6 Lukašov             |

| Arbitri: | Grzegorz Ziemblicki Robert Vyklicky Ingus Baumanis |

|                |          |                  |
| Pustozvonov 17 | Punti    | 20 Domercant     |
| Gliebov 7      | Assist   | 5 Nešović        |
| Fesenko 7      | Rimbalzi | 4 Bavčić, Jazvin |

| Arbitri: | Marin Mehandjiev Luigi Lamonica Aytug Ekti |

|           |          |              |
| Hanga 21  | Punti    | 35 McCalebb  |
| Fodor 5   | Assist   | 5 Mirakovski |
| Lóránt 12 | Rimbalzi | 13 Antić     |

| Arbitri: | Sreten Radović Antonio Conde Īlia Koromīlas |

|               |          |                 |
| McCalebb 20   | Punti    | 17 Mensah-Bonsu |
| McCalebb 4    | Assist   | 9 Reinking      |
| Samardžiski 8 | Rimbalzi | 13 Mensah-Bonsu |

| Arbitri: | Tonci Anzulović Radomir Vojinović Petros Papapetrou |

|                       |          |                   |
| Bajramović 19         | Punti    | 14 Fodor          |
| Nešović 4             | Assist   | 2 Horváth, Lóránt |
| Bajramović, Đedović 7 | Rimbalzi | 8 Keller          |

| Arbitri: | Boris Schmidt Dubravko Muhvić Jonas Bille |

|                  |          |                    |
| Keller 17        | Punti    | 16 Liščuk          |
| Horváth, Hanga 4 | Assist   | 4 Lukašov          |
| Keller 7         | Rimbalzi | 6 Fesenko, Kravcov |

| Arbitri: | Paolo Taurino Vicente Bultó Panagiotis Anastopoulos |

|                 |          |                     |
| Deng 38         | Punti    | 21 Varda, Domercant |
| Adegboye 5      | Assist   | 4 Nešović           |
| Mensah-Bonsu 21 | Rimbalzi | 9 Varda             |

| Arbitri: | Yaari Rainisch Georgios Tanatzis Marko Juras |

|                      |          |               |
| Đedović 20           | Punti    | 19 McCalebb   |
| Nešović, Domercant 4 | Assist   | 3 McCalebb    |
| Nešović, Varda 7     | Rimbalzi | 9 Samardžiski |

| Arbitri: | Milija Vojinovic Robert Lottermoser Marek Maliszewski |

|           |          |                 |
| Liščuk 20 | Punti    | 18 Mensah-Bonsu |
| Fesenko 2 | Assist   | 2 Reinking      |
| Liščuk 10 | Rimbalzi | 10 Mensah-Bonsu |

### Gruppo C
|  | Qualificata alla fase finale |
|  | Al turno supplementare       |

| Team       | Pt | V - P | PF - PS   | +/-  |
| ---------- | -- | ----- | --------- | ---- |
| Belgio     | 14 | 6 - 2 | 604 - 580 | +24  |
| Georgia    | 13 | 5 - 3 | 599 - 568 | +31  |
| Bulgaria   | 12 | 4 - 4 | 638 - 600 | +38  |
| Polonia    | 12 | 4 - 4 | 607 - 579 | +28  |
| Portogallo | 9  | 1 - 7 | 518 - 639 | -121 |

#### Risultati
| Arbitri: | Vicente Bultó Mauro Pozzana Matej Spendl |

|           |          |                    |
| Evans 19  | Punti    | 17 Videnov         |
| Minhava 5 | Assist   | 5 Calloway         |
| Evans 9   | Rimbalzi | 5 Kostov, Georgiev |

| Arbitri: | Engin Kennerman Anastasios Piloidis Serhij Čebyšev |

|                 |          |            |
| Pachulia 26     | Punti    | 22 Kelati  |
| Mark'oishvili 3 | Assist   | 6 Szubarga |
| Sanik'idze 12   | Rimbalzi | 6 Lampe    |

| Arbitri: | Eddie Viator Ioannis Foufis Haydn Jones |

|                    |          |                |
| Beghin 17          | Punti    | 20 Pachulia    |
| Hervelle, Faison 2 | Assist   | 2 Gamq'relidze |
| Hervelle 6         | Rimbalzi | 8 Sanik'idze   |

| Arbitri: | Juris Kokainis Óscar Perea Rafael Ganiev |

|            |          |                |
| Gortat 19  | Punti    | 12 Silva       |
| Koszarek 9 | Assist   | 5 Evans        |
| Gortat 11  | Rimbalzi | 4 Pinto, Evans |

| Arbitri: | Saša Pukl Marko Juras Sergiy Zashchuck |

|                      |          |            |
| Videnov 26           | Punti    | 18 Lampe   |
| Velikov 3            | Assist   | 5 Koszarek |
| Videnov, K. Ivanov 6 | Rimbalzi | 12 Gortat  |

| Arbitri: | Juan Arteaga Enrico Sabetta Chris Dodds |

|           |          |            |
| Evans 19  | Punti    | 23 Tabu    |
| Miranda 5 | Assist   | 5 Moors    |
| Evans 7   | Rimbalzi | 4 Hervelle |

| Arbitri: | Volodymyr Drabikovsky Erşan Kartal Gili Cohen |

|                              |          |                  |
| Pachulia 17                  | Punti    | 16 Miranda       |
| Tsintsadze 4                 | Assist   | 3 Andrade, Pinto |
| Sanik'idze, Tsikitishvili 10 | Rimbalzi | 11 Evans         |

| Arbitri: | Srđan Dožai Roberto Chiari Bert Van Slooten |

|              |          |            |
| Beghin 15    | Punti    | 18 Videnov |
| Van Rossom 6 | Assist   | 5 Calloway |
| Hervelle 5   | Rimbalzi | 6 Ivanov   |

| Arbitri: | Milan Mažić Petros Papapetrou Robert Paulík |

|            |          |                  |
| Videnov 29 | Punti    | Mark'oishvili 23 |
| Calloway 4 | Assist   | 6 Sanik'idze     |
| Ivanov 5   | Rimbalzi | 9 Sanik'idze     |

| Arbitri: | Luigi Lamonica Benjamin Barth Borys Šul'ha |

|            |          |                  |
| Gortat 29  | Punti    | 18 Lauwers       |
| Koszarek 5 | Assist   | 6 Tabu-Eboma     |
| Gortat 7   | Rimbalzi | 4 Beghin, Faison |

| Arbitri: | Mehmet Keseratar Branislav Mrdak Igor Mitrovski |

|                    |          |                  |
| Videnov 15         | Punti    | 16 Evans         |
| Videnov, Velikov 5 | Assist   | 4 Pinto          |
| Kostov, Georgiev 6 | Rimbalzi | 6 Evans, Andrade |

| Arbitri: | Borys Ryžyk Sergej Michajlov Václav Lukeš |

|                   |          |                  |
| Gortat 17         | Punti    | 19 Mark'oishvili |
| Kelati, Berisha 3 | Assist   | 3 Tsintsadze     |
| Lampe 9           | Rimbalzi | 9 Sanik'idze     |

| Arbitri: | Spyridon Gontas Omer Esteron Viktor Bozhenar |

|                    |          |            |
| Pachulia, Green 11 | Punti    | 16 Faison  |
| Sanik'idze 3       | Assist   | 3 Lauwers  |
| Sanik'idze 10      | Rimbalzi | 9 Hervelle |

| Arbitri: | José Ramón García Ortiz Matej Boltauzer Keith Williams |

|            |          |                    |
| Evans 20   | Punti    | 16 Lampe, Koszarek |
| Minhava 11 | Assist   | 6 Koszarek         |
| Miranda 7  | Rimbalzi | 10 Gortat          |

| Arbitri: | Fedor Dmitriev Virginijus Dovidavičius Aare Halliko |

|            |          |            |
| Gortat 23  | Punti    | 21 Videnov |
| Koszarek 6 | Assist   | 7 Calloway |
| Gortat 9   | Rimbalzi | 9 Videnov  |

| Arbitri: | Nicolas Maestre Neil Wilkinson Lahdo Sharro |

|                     |          |                   |
| Van Rossom 14       | Punti    | 25 Evans          |
| Lauwers, Hervelle 2 | Assist   | 3 Miranda, Cortez |
| Hervelle 6          | Rimbalzi | 9 Evans           |

| Arbitri: | Miguel Anguel Perez Niz Tolga Sahin Haris Bijedić |

|                 |          |              |
| Miranda 20      | Punti    | 18 Pachulia  |
| tre giocatori 2 | Assist   | 4 Tsintsadze |
| Miranda 8       | Rimbalzi | 12 Pachulia  |

| Arbitri: | Shmuel Bachar Ioannis Foufis Doru Vinasi |

|              |          |                   |
| Videnov 18   | Punti    | 21 Lauwers        |
| Videnov 6    | Assist   | 7 Van Rossom      |
| K. Ivanov 11 | Rimbalzi | 6 Van Den Spiegel |

| Arbitri: | Giampaolo Cicoria Saša Maričić Igor Mitrovski |

|           |          |                 |
| Beghin 16 | Punti    | 20 Kelati       |
| Tabu 3    | Assist   | 1 Gortat, Lampe |
| Faison 6  | Rimbalzi | 11 Gortat       |

| Arbitri: | Gianluca Mattioli Ademir Zurapović Aleksandar Glišić |

|                 |          |                     |
| Sanik'idze 27   | Punti    | 17 Calloway         |
| Mark'oishvili 5 | Assist   | 3 Videnov, Calloway |
| Pachulia 12     | Rimbalzi | 12 K. Ivanov        |

## Additional Qualifying Round
L'Additional Qualifying Round, organizzato dal 9 al 24 agosto 2011, ha consentito l'accesso di due squadre alla fase finale del FIBA EuroBasket 2011.
| Team       | V - P | PF - PS   | +/- | Pt |
| ---------- | ----- | --------- | --- | -- |
| Finlandia  | 4 - 0 | 316 - 272 | +44 | 8  |
| Portogallo | 2 - 2 | 271 - 277 | -6  | 6  |
| Ungheria   | 0 - 4 | 261 - 299 | -38 | 4  |